# 善光寺カーブ

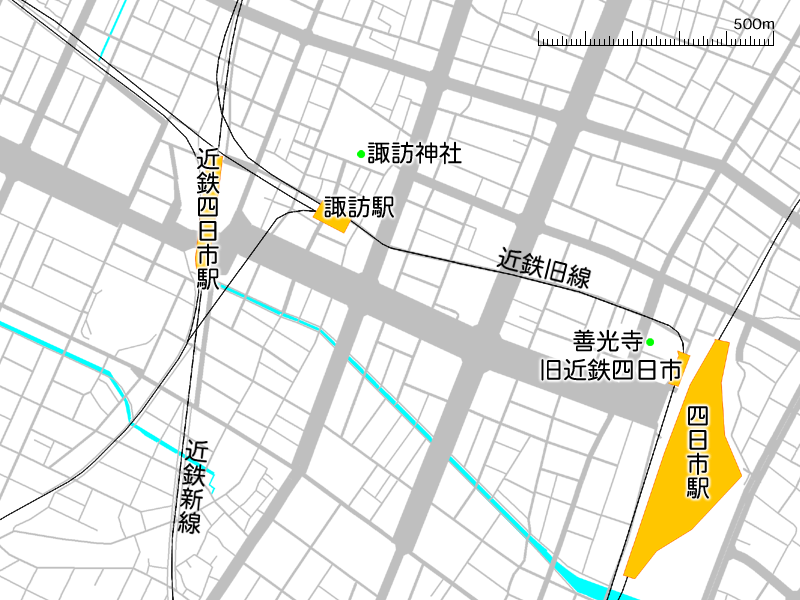
近鉄四日市駅の変遷

善光寺カーブ（ぜんこうじカーブ）とは、三重県四日市市の伊勢電気鉄道→近畿日本鉄道（近鉄）名古屋線四日市駅（現在廃止）の桑名寄りに存在した、半径100 mという急カーブの通称である。
カーブの内側に隣接して善光寺（長野市にある善光寺の子寺）があったことから、このように呼ばれている。
なお、諏訪（現近鉄四日市の東方約300 m） - 川原町間にあったカーブは「天理教カーブ」と呼ばれていた。これはカーブ沿いに天理教の施設があったためである。

## カーブの成立背景
現在の近鉄名古屋線に当たる路線を建設した会社の一つである伊勢鉄道は、もともと鉄道空白地帯であった四日市市（四日市駅）と津市（津駅・部田駅）の間を短絡する路線の建設を目的に設立された軽便鉄道会社で、軌間は1,067 mmと国鉄路線と同じものを採用しながらも、非電化・単線というローカル鉄道に過ぎなかった。
だが、三重県における有力実業家であった熊沢一衛が社長に就任すると、社名を伊勢電気鉄道と改めた上で、「三重県一の私鉄」に規模を拡大させることを目指すようになった。改称した年に全線の直流電化を完成させた（三重県初の電気鉄道）のを皮切りに、津から南下して伊勢神宮のある宇治山田市（今の伊勢市）と、四日市から北の名古屋市への路線延伸を計画し、昭和に入ってから諄々と実行に移していった。
しかし、伊勢電気鉄道は国鉄四日市駅に発着していたものの、駅の北方向は既に市街地と化しており、線路を敷く余裕が無かった。そこで、西方から同じ四日市駅に乗り入れていた三重鉄道（現：四日市あすなろう鉄道）・四日市鉄道（現：近鉄湯の山線）の路線地盤を、隣駅の諏訪駅（近鉄四日市駅の前身）に至る区間まで買収し、両線の諏訪・四日市間を廃止してその上に路線を敷き、諏訪駅から北へ進路を切るようにした。そしてこの時、南から来た線路を西へ向かわせるため、ほぼ直角に曲がる必要が出来、その結果成立したのがこのカーブであった。

## 輸送障害と短絡による解消
伊勢電気鉄道は経営不振により、近鉄直系母体である大阪電気軌道の傘下にあった参宮急行電鉄に買収され、その後両者が合併した関西急行鉄道を経て現在の近畿日本鉄道となった。だが、このカーブは速度向上の妨げになるばかりでなく、車両が接触するため20 - 21 m級の大型車両の進入を阻むなど、輸送力強化の面から見ても問題となっていた。
そのため近鉄では名古屋線を1,435 mmへ改軌する計画に先駆け、国鉄四日市駅への乗り入れを廃止して、四日市市内をほぼ直線で抜ける1.1 kmの短絡ルートへの切り替えを計画し、1956年（昭和31年）に実施した。これに伴いこのカーブも解消された。

## 沿革
- 1915年（大正4年）12月25日 三重鉄道の四日市・諏訪間が開業。
- 1916年（大正5年）3月3日 四日市鉄道の四日市・諏訪間が開業。同区間は単線並列となる。
- 1927年（昭和2年）11月29日 四日市鉄道が四日市・諏訪間を廃止。三重鉄道四日市・諏訪間移設、四日市鉄道同区間乗り入れ。
- 1928年（昭和3年）1月29日 三重鉄道が諏訪・四日市間を廃止し、伊勢電気鉄道に路盤譲渡。
- 1929年（昭和4年）1月30日 伊勢電気鉄道の四日市・桑名間単線開業に伴い、件の急カーブ成立。
- 1938年（昭和13年）4月13日 四日市・諏訪間を複線化。
- 1956年（昭和31年）9月23日 近鉄名古屋線の四日市駅乗り入れ廃止に伴い、カーブ解消。